# Juan Bolaños
Juan Andrés Bolaños Ramírez (Villavicencio, 22 luglio 1991) è un calciatore colombiano, difensore del Flamurtari Valona.

## Carriera
In carriera ha giocato 5 partite nella fase a gironi della Coppa Libertadores.